# Asphondylia bea
Asphondylia bea är en tvåvingeart som beskrevs av Ephraim Porter Felt 1925. Asphondylia bea ingår i släktet Asphondylia och familjen gallmyggor. Inga underarter finns listade i Catalogue of Life.